# Арматні служителі
Арма́тні служи́телі — в козацькому війську команди, які забезпечували ремонт, обслуговування та бойове використання козацької артилерії.
Номенклатура й штат арматних служителів були різними в усіх полках. Найчастіше у складі цих команд були гармаші, пушкарі, вартові, ковалі, стельмахи, слюсарі.